# دارستانی کانی تلاینه
دارستانی کانی تلاینه، منطقه ای از توابع بخش مرکزی شهرستان کامیاران|بخش مرکزی  در استان کردستان ایران است.

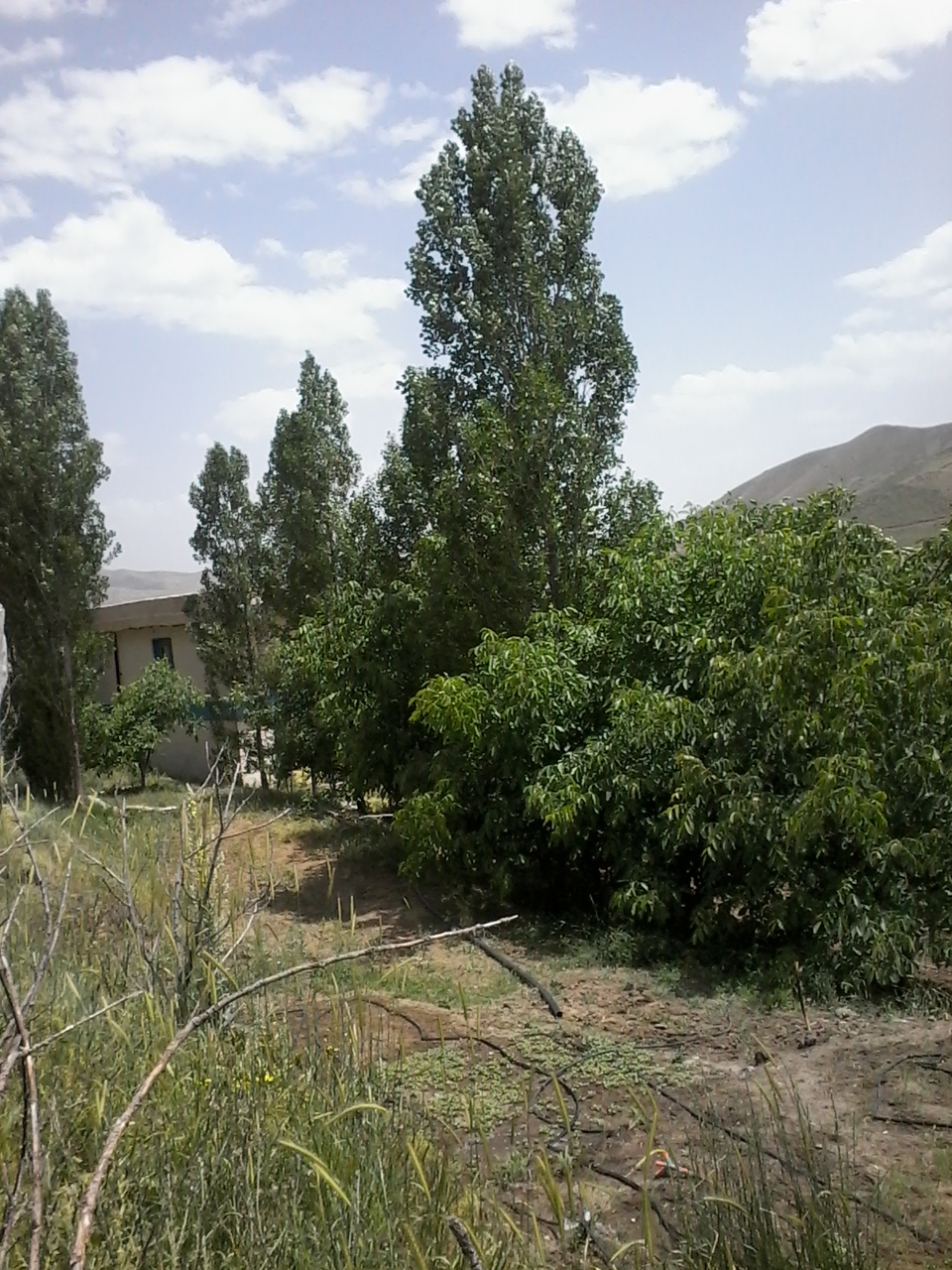
باغ یخته خان

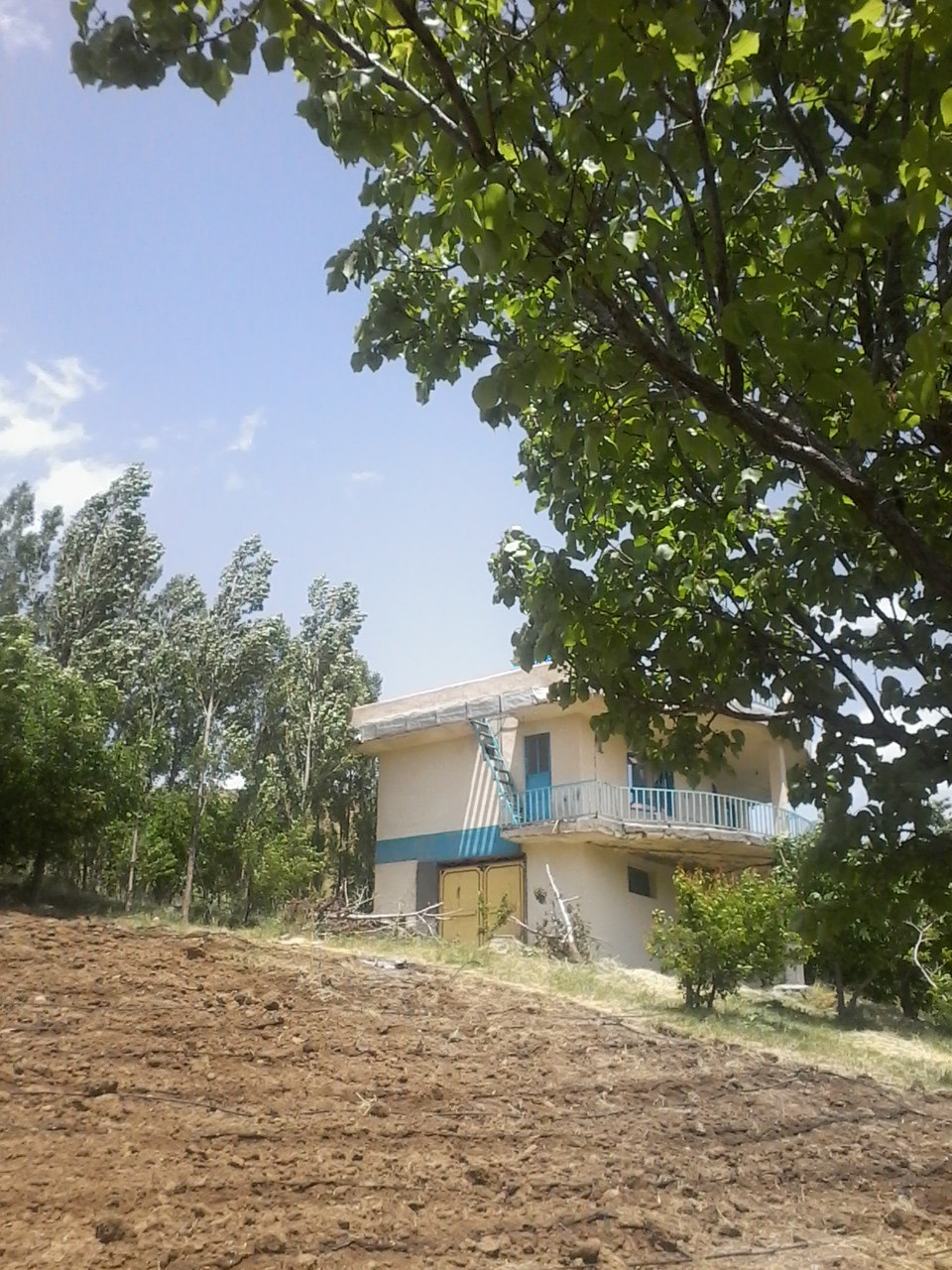
خانه باغ در روستای یخته خان

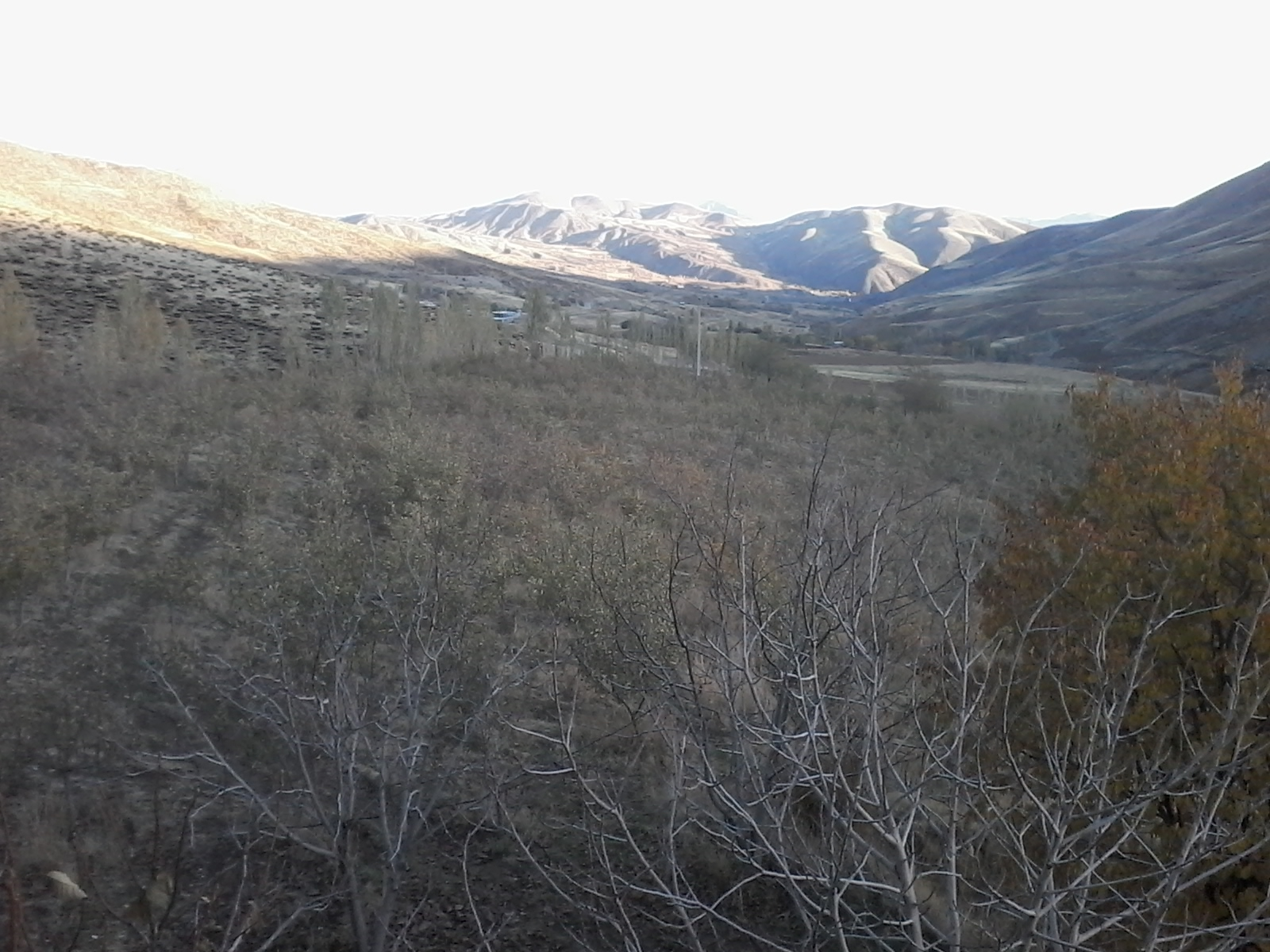
باغات میوه